# 샌디 라일

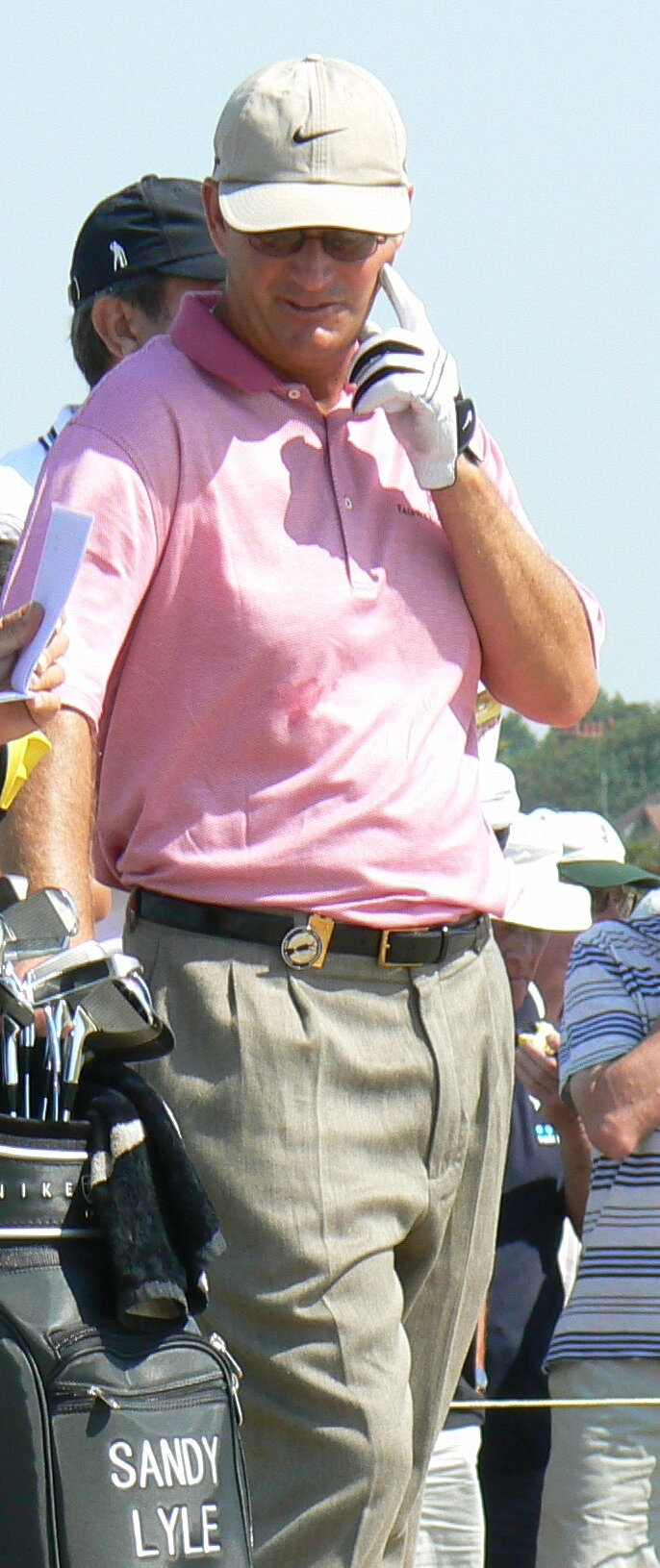
샌디 라일 (2006년)

샌디 라일(영어: Sandy Lyle, MBE, 1958년 2월 9일 ~ )은 영국 스코틀랜드의 골프 선수로, 1985년 디 오픈 챔피언십 · 1988년 매스터스 토너먼트 챔피언이다.

## 서훈
- 1987년 대영 제국 훈장 5등급(MBE) 수훈[1]